# Menophra decorata
Menophra decorata är en fjärilsart som beskrevs av Moore 1867. Menophra decorata ingår i släktet Menophra och familjen mätare. Inga underarter finns listade i Catalogue of Life.